# 장위페이 (수영 선수)
장위페이(중국어 간체자: 张雨霏, 정체자: 張雨霏, 병음: Zhāng Yǔfēi, 한자음: 장우비, 1998년 4월 19일~)는 중화인민공화국의 수영 선수이다. 2020년 하계 올림픽에서 접영 200m와 자유형 계영 800m 종목 금메달을 포함하여 메달 4개를 획득했고 세계 수영 선수권 대회에서 금메달 2개를 포함하여 메달 10개를 획득했다.